# El Montclar
El Montclar és una muntanya de 401 metres que es troba al municipi de Santa Cristina d'Aro, a la comarca catalana del Baix Empordà.
Aquest cim està inclòs al llistat dels 100 cims de la FEEC.